# Wang Chuqin
Wang Chuqin (født 2000) er en kinesisk bordtennisspiller.
Han repræsenterede Kina ved sommer-OL 2024 i Paris, hvor han vandt guld i både holdkonkurrencen og mixeddouble.